# South Woodford
South Woodford – stacja londyńskiego metra położona na trasie Central Line pomiędzy stacjami Snaresbrook a Woodford. Znajduje się w dzielnicy South Woodford w gminie London Borough of Redbridge, w czwartej strefie biletowej. W 2010 roku stacja obsłużyła 4,093 miliona pasażerów.
Stacja została otwarta 22 sierpnia 1856 przez Eastern Counties Railway, w ramach połączenia do Loughton, które to w 1865 roku zostało przedłużone do Epping i Chipping Ongar. 14 grudnia 1947 stacja stała się częścią Central Line.

## Połączenia
Stacja obsługiwana jest przez autobusy linii 179, 549, 679, 958, W12, W13, W14 i N55.

## Galeria

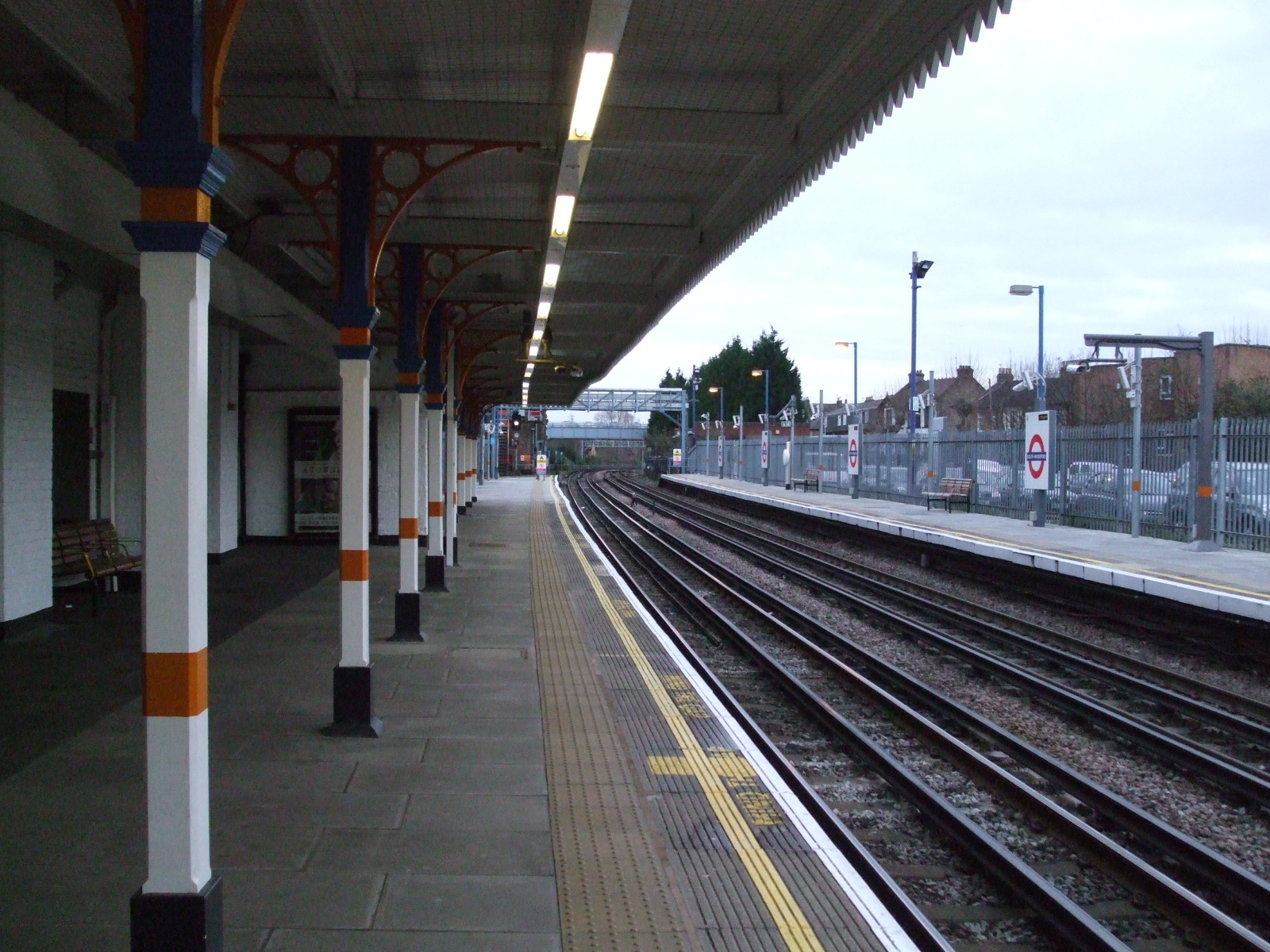
Platforma w kierunku zachodnim
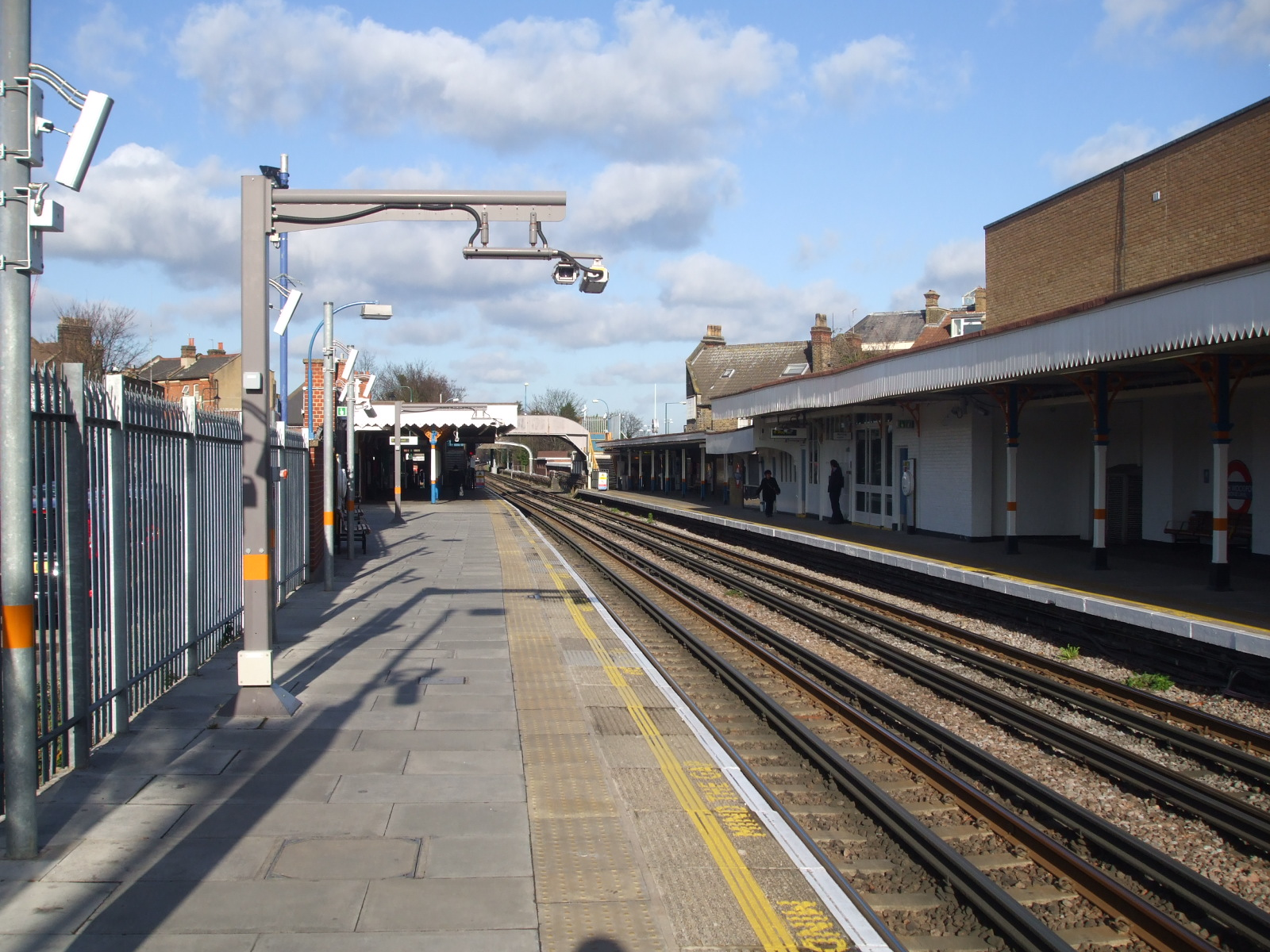
Platforma w kierunku wschodnim
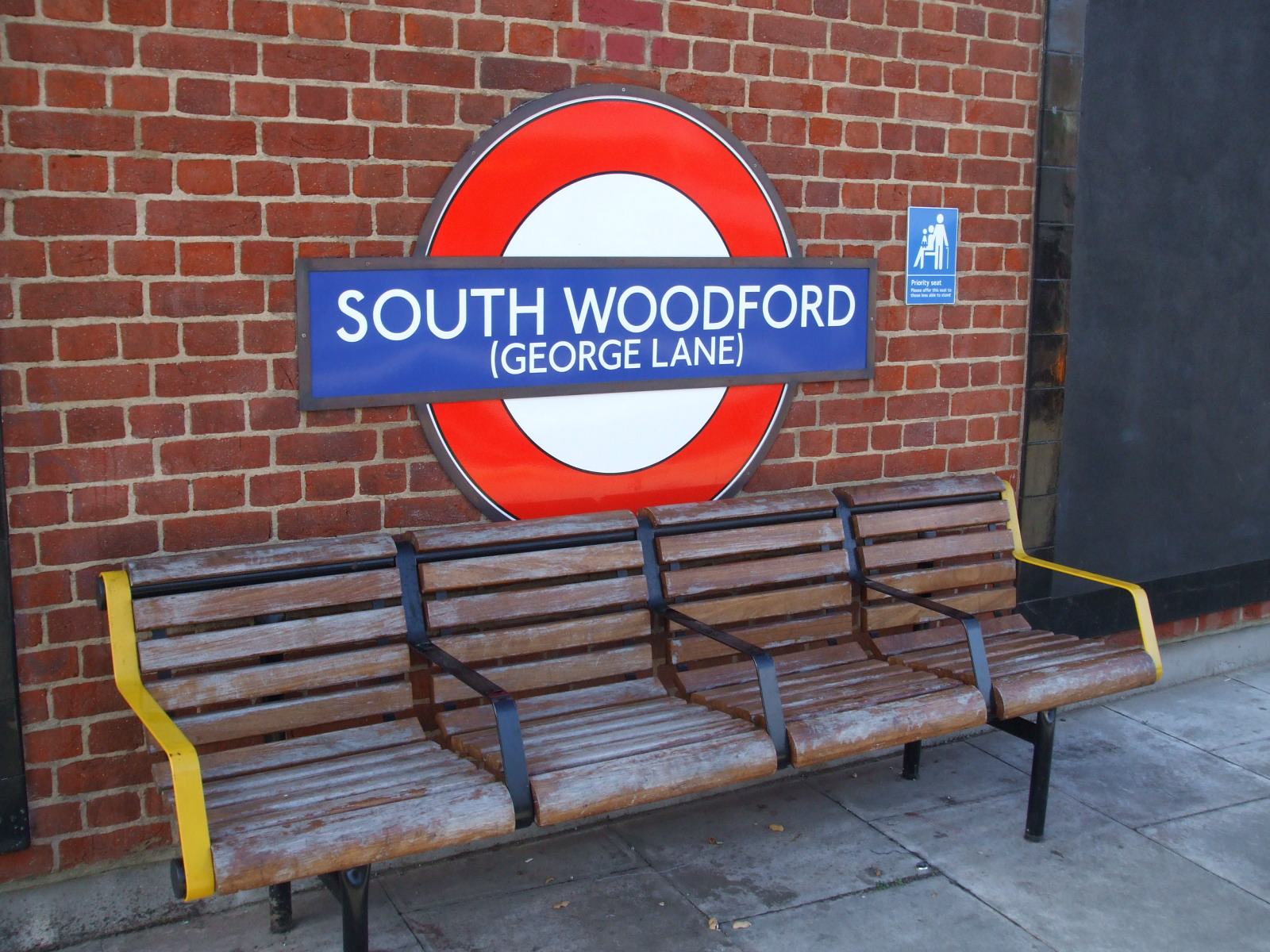
Symbol stacji